# Kürtőskalács
A kürtőskalács a parázs fölött forgatott, dorongon sült sütemények családjába tartozik. A magyar nyelvterületen a kürtőskalács egyszerre székely, erdélyi és magyar sütemény, de különösen a Székelyföldön kedvelik. Régebben főleg ünnepi alkalmakra készítették, de ma már a mindennapok részévé vált fogyasztása. Készítése során az édes kelt tésztából (kőttestésztából) sodort tésztaszalagot csonkakúp alakú sütődorongra tekerik fel úgy, hogy a tésztacsíkok széle egymásra tapad és egybesül, majd ezt kristálycukorba hengergetik és faszénparázs fölött aranybarnára sütik. Ennek során a kürtőskalácsra tapadt cukor karamellizálódik, és fényes, ropogós bevonatot képez. Miután a finomság megsült, a még forró kalácsot megforgatják cukorral kevert kakaóporban vagy apróra tört dióbélben, mogyoróban, mákban, ma már elterjedt változat a kókuszos, vagy vaníliás és natúr ízesítés is.
A sütemény neve a tűzhelyek kürtőjére utal, hiszen a csonkakúppalást alakú, friss, gőzölgő sütemény kürtőre emlékeztet. Ezt a véleményt osztotta Szabó T. Attila kolozsvári magyar nyelvész, történész, irodalomtörténész és néprajzkutató: „...mikor a hengerről leveszik, az egész sütemény egy darabban egy körülbelül 25–30 cm hosszú kürtő-, illetőleg cső-alakú kalácsfélét képez. Minthogy ezt a kalács-kürtőt a családtagok és vendégek elé ilyen alakban teszik, s a fogyasztók a szalagszerűen szakadó tésztát ilyen jellegzetes alakjában látják, nyilvánvaló, hogy a névadási szemlélet csak a kalácstészta kürtő alakjából indulhatott ki”.
Az elmúlt évszázadok során a sütemény megnevezésének és a nevek írásmódjának számos változata bukkant föl. Még a 19. században is több néven is hivatkoztak a süteményre (pl. dorongfánk, botratekercs, botfánk). A ma használatos, erdélyi eredetű megnevezés csak a 20. század közepén vált uralkodóvá, de a század végéig azt sokan rövid ö-vel, vagy külön írták (pl. kürtös kalács, kürtős kalács)). A sütemény nevének mai alakja (kürtőskalács), ismereteink szerint, nyomtatásban először egy 1926-os kiadású, a Brassói Lapok könyvosztálya által megjelentetett „Biri néni szakácskönyve” című könyvben jelent meg.
2015. január 29-én döntött a Hungarikum Bizottság a kürtőskalács felvételéről a Magyar Értéktárba.
A Nemzetközi Kürtőskalács Szaktestület lépéseket tett annak érdekében, hogy a süteményt magyar termékként vegye nyilvántartásba az Európai Unió. 2015. december 3-án hungarikum lett.
Kürtőskalács

Probléma esetén lásd:Médiafájlok kezelése.

## A kürtőskalács kialakulása
A parázs fölött, forgatott dorongon sült sütemények családjára vonatkozó első ismert, középkori utalás egy 1450 körüli heidelbergi kéziratban található. A leírás szerint sütődorongra kelt tésztából készült csíkot kell föltekerni csavarvonal alakban, majd tojássárgájával való kenegetés után lehet azt kisütni.
A 16. században a süteménycsalád fejlődése három ágra oszlott.
Az első ághoz azok a sütemények tartoznak, amelyekben megőrződött a fentebbihez hasonló, a dorongra csavarvonal alakban feltekert tésztacsík. Ezek közé tartozik a székely-magyar kürtőskalács, a szakolcai trdelnik és az ezzel lényegében azonos cseh-morva trdlo/trdelnice/trdelnik, valamint a kürtősfánk (vagy olajban sült kürtős).
A második ághoz a folyékony tésztából készülő sütemények tartoznak, éspedig a litván-lengyel-francia ragoulis/šakotis/sękacz/gâteau à la broche, a német Baumkuchen, az osztrák Prügeltorte/Prügelkrapfen, valamint a svéd spettekaka/spettkaka.

A harmadik ágat az erdélyi szász Baumstriezel képviseli: ebben egy összefüggő tésztalapot helyeznek a dorongra (lásd www.kurtos.eu ). Marx Rumpoldt 1581-es szakácskönyvében Spießkuchen néven szerepel a nyújtófára tekert és tűz fölött megsütött tészta. Ennek tésztájába mazsolát is tesz. 

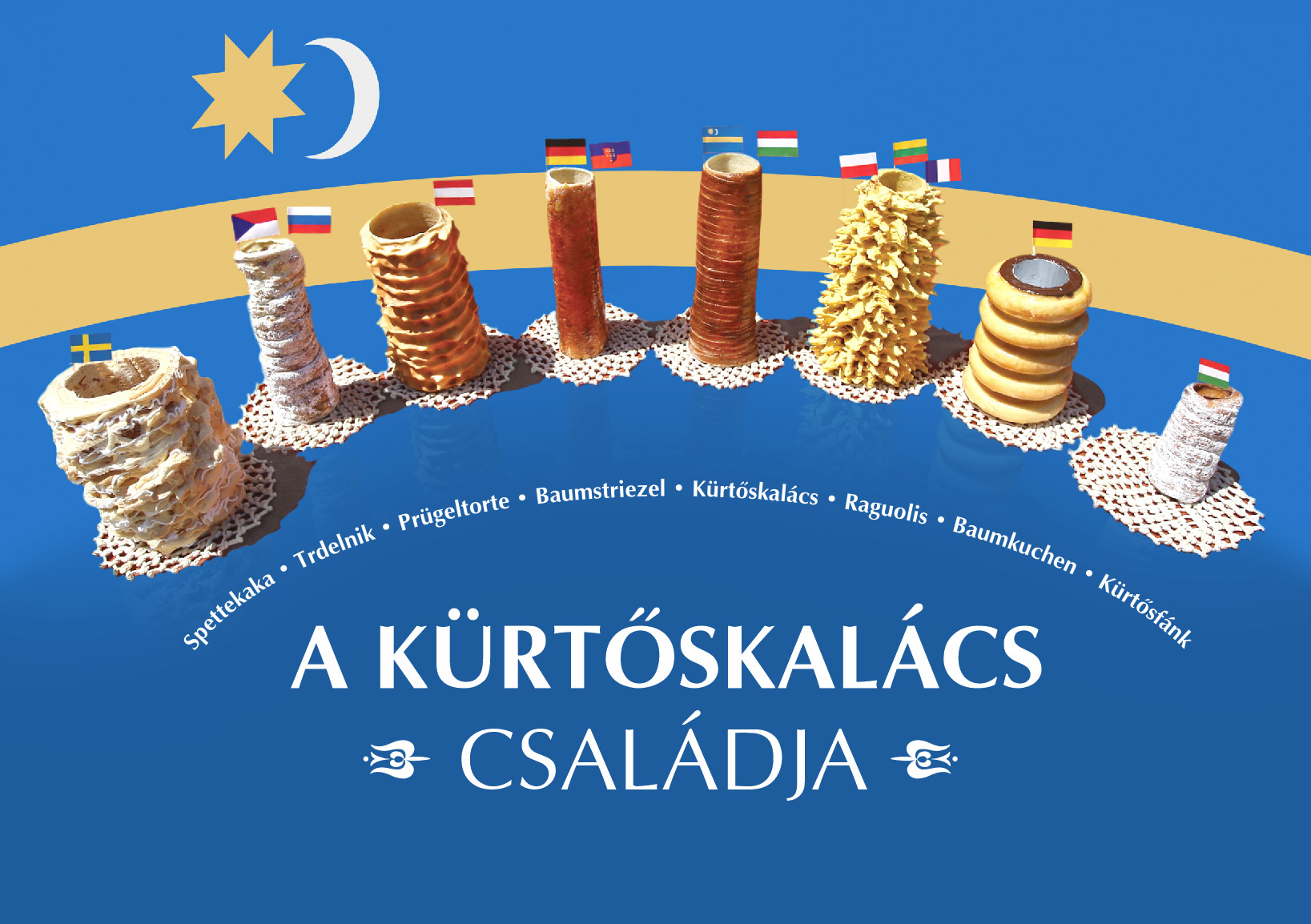
Az európai dorongsütemények családja

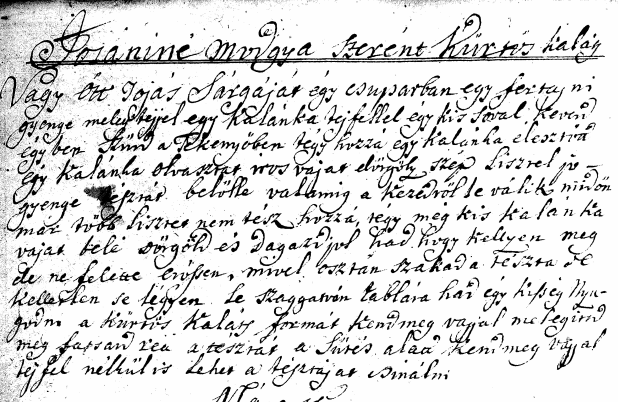
Részlet zabolai gróf Mikes Mária 1784-ben kiadott szakácskönyvéből. Ebben található a kürtőskalács első ismert receptje.

A kürtőskalács első ismert receptje gróf zabolai Mikes Mária 1784. évi erdélyi szakácskönyvéből származik (Porániné módja szerint kürtős kaláts): ekkor még semmilyen édesítés nem volt része a sütemény készítési eljárásának. A felvidéken élő Simai Kristóf által 1795-ben és az utána következő években írt szakácskönyvben található receptben már megjelenik a sütés utáni édesítés. Ehhez hasonló eljárás szerint készül a szakolcai trdelnik: ennek felületét a sütés előtt héjas gyümölcsök (pl. dió, mandula) aprított belével borítják be, de csak sütés után cukrozzák meg.

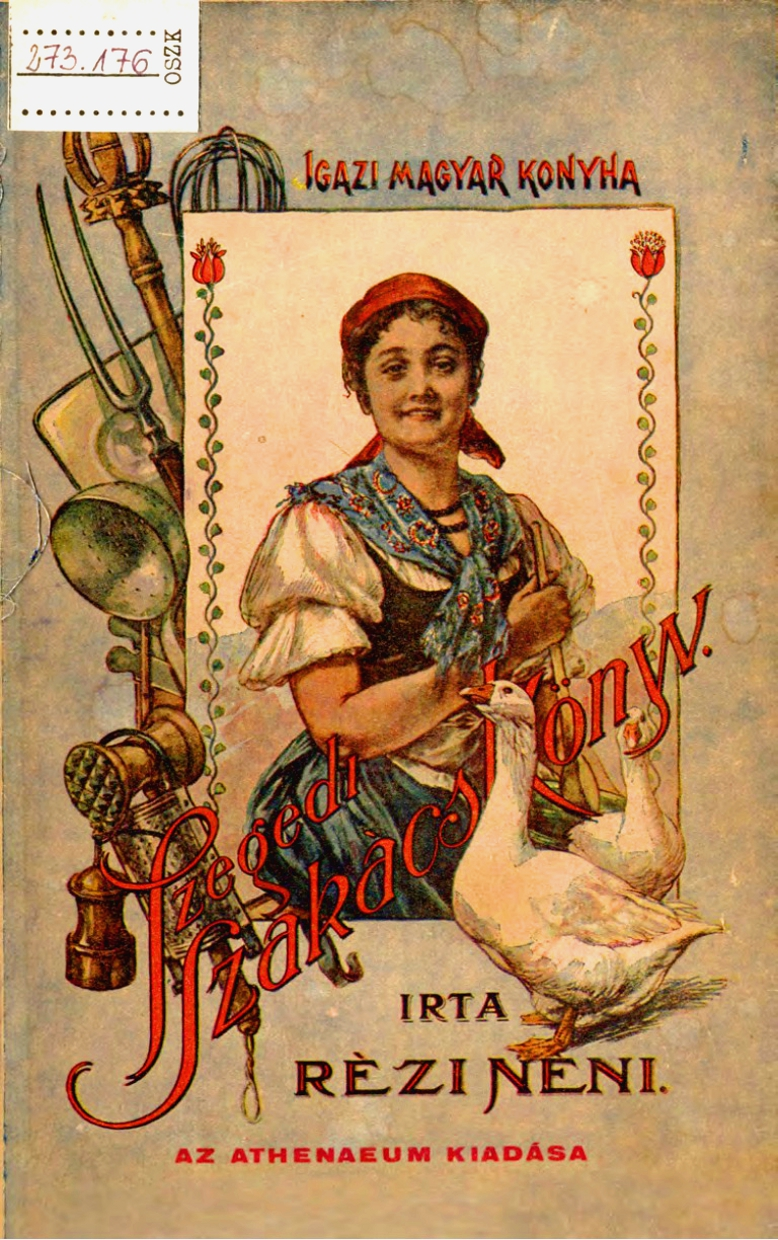
Rézi néni szegedi szakácskönyve, az 1901-es kiadás borítója. Az első karamellizált cukormázzal készült kürtőskalács receptje Rézi néni szakácskönyvében jelent meg

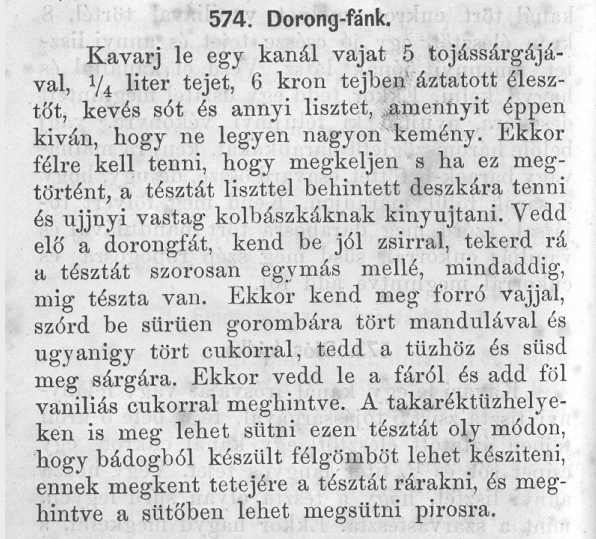
Recept “Rézi néni” 1876-os szegedi szakácskönyvéből. Ebben bukkan föl az első recept, amelyben a kürtőskalácsot sütés előtt is meghintik cukorral, így karamellizált cukormáz alakul ki rajta.

Közel száz évvel később, 1876-ban, a Dolecskó Terézia által írt, Szegeden kiadott, Rézi néni szakácskönyve a kürtőskalács fejlődésének következő lépéséről, a karamellizált cukormáz megjelenéséről tanúsít. Ebben a receptben már azt ajánlják, hogy a dorongra tekert tésztát már a sütés előtt szórjuk meg (mandulás) cukorral. Így a „csak” édes íz mellett új aromák is megjelennek: a hő hatására ugyanis a cukor karamellizálódik, és Maillard-reakciókban is részt vesz. A megolvadó, karamellizálódó, majd összefüggő rétegben megszilárduló cukormáz a sütemény mechanikai szilárdságát is növeli. Nem kellett sokat várni arra sem, hogy a kalács felületére sütés előtt mandulamag nélküli cukrot vigyenek föl, a sütés utáni édesítés pedig akár el is maradhasson: az 1892-ben, Budapesten megjelent Valódi magyar szakácskönyv című munkájában Zilahy Ágnes már ilyen receptet tesz közzé.
Az első karamellizált cukormázra fölvitt utóborítással (vaníliás cukor) a Rézi néni szakácskönyvében találkozunk. A darált vagy aprított, esetleg cukrozott dióbél utóborításként való alkalmazása csak a 20. század második harmadában terjedt el. A Kövi Pál által írt, 1980-as kiadású Erdélyi Lakoma című szakácskönyv ismereteink szerint az első, amelyik ezt az utóborítást ajánlja. A kókuszos, kakaós stb. utóborításokat csak a múlt század végén kezdték széleskörűen alkalmazni.
A kürtőskalács manapság leggyakrabban sütött formája a magyar nyelvterület keleti peremén, az erdélyi Székelyföldön fejlődött ki a 20. század első felében: a dorongon levő nyers sütemény felszínét elsimítják, általában úgy, hogy egy lapos felületre szórt kristálycukorba hengergetik (forgatják) azt. Ezáltal a dorongra tekert tésztacsík egymást követő menetei összenyomódnak, a sütemény felszíne pedig simábbá, szerkezete tömörebbé, elegánsabbá válik. Ennek a technológiai lépésnek az első ismert írásos említését Zathureczkyné Zlech Manci 1934 és 1943 között, Baróton kiadott szakácskönyveiben találjuk. Ilyen receptet ír le a 2007-ben, Csíkszeredában (Szeklerburg, Miercurea-Ciuc), a Proprint kiadó gondozásában megjelent Erdélyi ízek című szakácskönyv is.

## A sütemény elterjedése

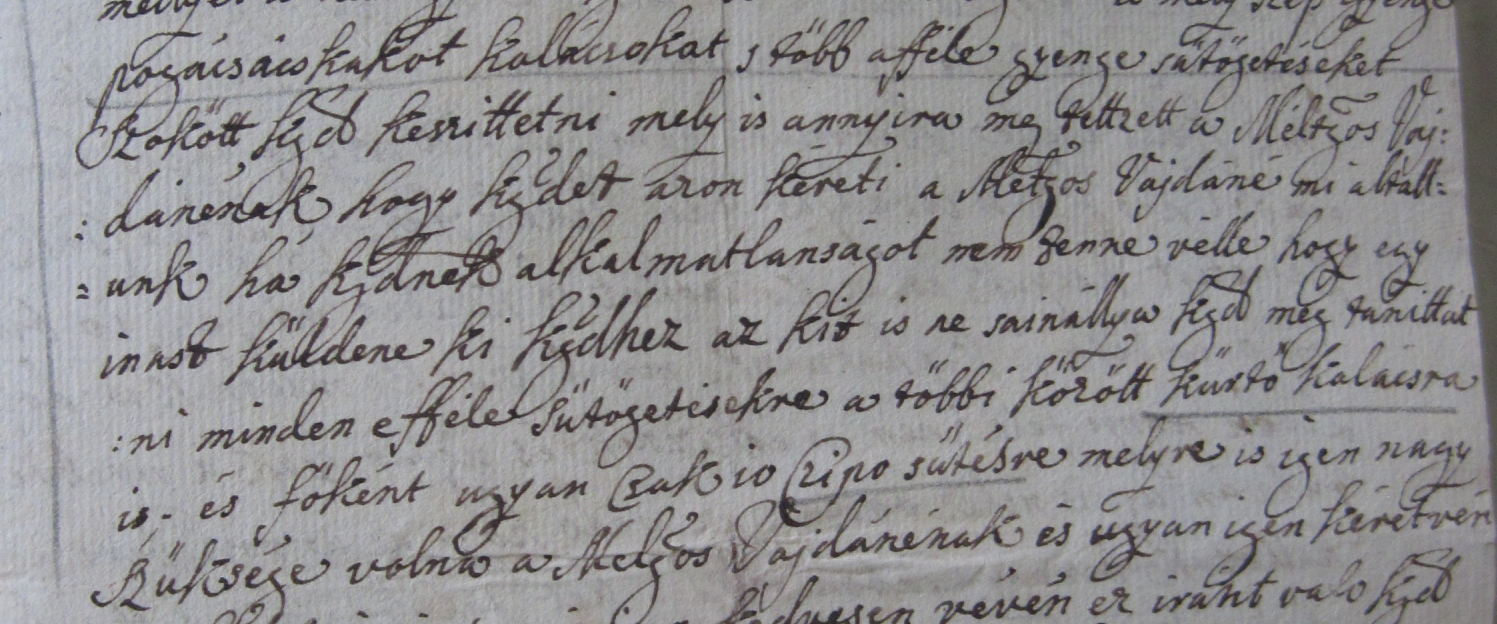
Részlet Ferattiné Kálnoki Ágnes 1723-ban Jászvásárról írt leveléből, amelyben először jelenik meg a "kürtő kalács" szóösszetétel. A levél eredetije a Kolozsvári Állami Levéltárban található.

A kürtőskalács a 18. század elején vált népszerűvé a magyar nemesség körében. Német (osztrák vagy szász) eredetére utal az a tény, hogy egy konzervatív erdélyi nemes, Apor Péter, 1736-ban megjelent Metamorphosis Transylvaniae című írásában nem említi a hagyományos magyar étkek között, noha tudjuk, hogy a felesége konyhájában sütötték. A moldvai fejedelemasszony ugyanis Apor Péterné Kálnoki Borbálát kérette meg arra, hogy egy inasát a kürtőskalács sütésének fortélyaira kitaníttassa: Kdet azon kéreti a Méltóságos vajdáné mi általlunk ... hogy egy inast küldene ki Kghez az kit is ne sainallya Kgd meg tanittani minden afféle sütögetésekre a többi között kürtő kalácsra is.
A sütemény a 18. század végére a teljes magyar nyelvterületen elterjedt, és a polgári, majd a népi konyhaművészetnek is meghatározó eleme lett. Orbán Balázs A Székelyföld leírása első kötetében (1868) olyan udvarhelyszéki eredetmondát közölt, amely azt tükrözi, hogy a 19. század végére a kürtőskalács már mélyen beágyazódott a vidék életébe: a legenda szerint a tatárok által szorongatott és egy barlangba visszavonult székelyek szalmából készítettek kürtőskalácsot, ezzel mutatván ostromlóiknak, hogy még bőven van élelmük. A 19. és a 20. század során a sütemény receptje számos népszerű magyar szakácskönyvbe is bekerült.
… kihúzzák a szenet a padkára, előveszik a kürtőskalács sütőt és készítenek kalácsot. Régebben, épp úgy, mint Pusztinában a keresztelői lakomára és más ünnepi alkalmakra is készítették… A szaggatott tyúkhúst pánkóval, kaláccsal vagy kürtőskaláccsal fogyasztották el.…Az ünnepi asztalra a tyúk mellé pánkó és kürtöskalács került, napjainkban már csak kelt tésztából készített ’palacsintát’ sütnek
A polgárosodás és az urbanizáció hatására Székelyföldön kívül ezen ünnepi sütemény helyét a 20. század elején már városi, polgári eredetű tortaféleségek foglalták el. A magyar nyelvterület keleti, székelyföldi peremterületén a kandallós tüzelőszerkezetek egészen a 19. század végéig fennmaradtak. Ez a tény nagymértékben elősegítette, hogy a kürtőskalács élő hagyományként őrződjön meg a székely településeken: a parázson sütött kürtőskalács napjainkban is szerepel még a lakodalmas ételek sorában.

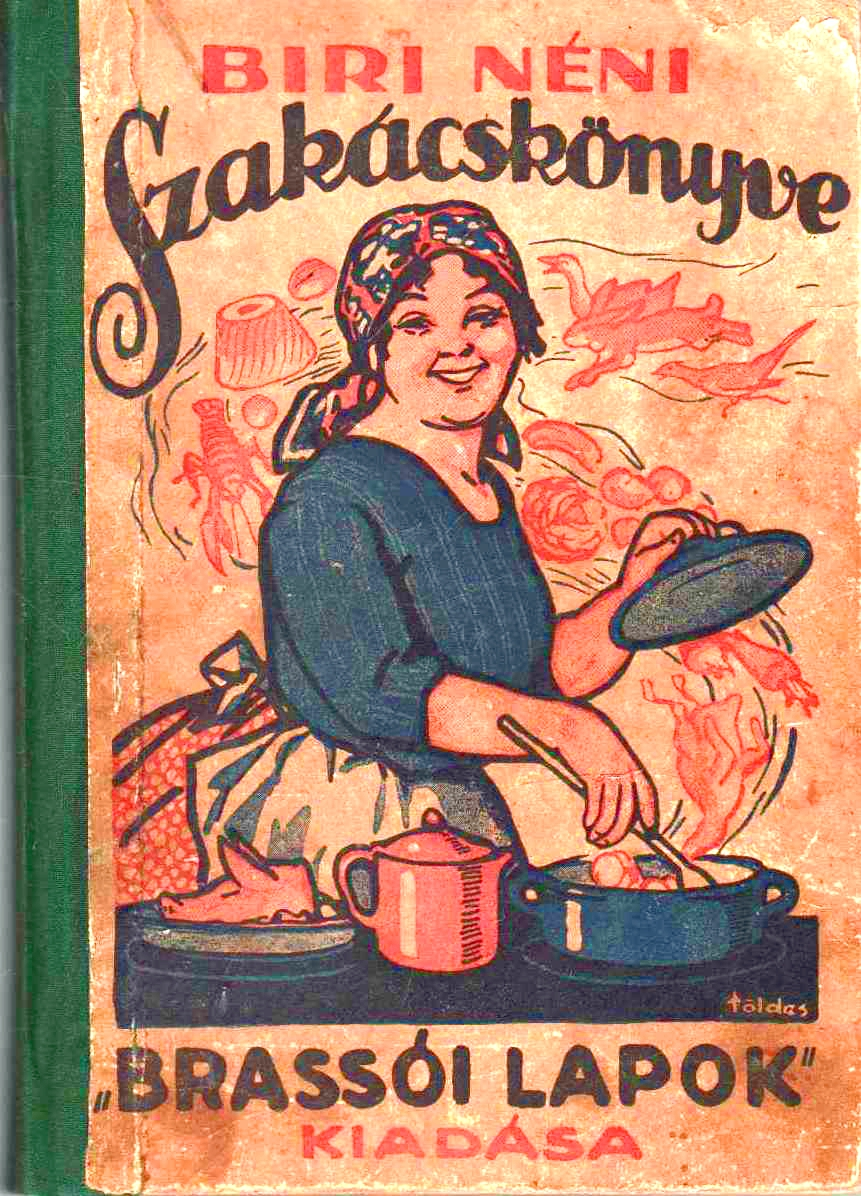
Biri néni szakácskönyve, a magyar konyha legjobban összeállított kézikönyve 1926-ból

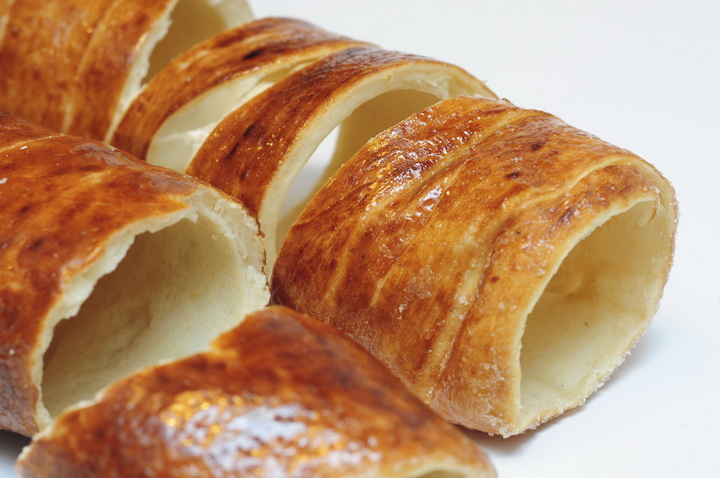
Kóstolásra kész!

Az 1989-es rendszerváltás után elsősorban a székely falvakba látogató magyarországi turistákat kínálták meg vele, így a Székelyföld- és Erdély-imázs elmaradhatatlan eleme lett. Ez a korábban csak a székely falusi közösségekben megőrzött gasztronómiai hagyomány, elsősorban a turizmus révén, fokozatosan visszakerült a magyar elitkultúrába. Az 1990-es évek közepén már a nagyobb magyarországi városok többségében találkozhattunk a kürtőskaláccsal, a Magyarországra látogató külföldi turisták pedig csodálattal emlegetik „azt a nagyszerű, hengeres süteményt”.
A 75%-ban magyar többségű Székelyföld Románia földrajzi centrumában található. A többség gyűrűjében élő, a központi bukaresti államhatalom kisebbségellenes elnyomásának (pl. helyi szimbólumok tiltása, a magyar nyelv használatának korlátozása) kitett régióban sajátos hiper-reprezentáció bontakozott ki: egyes székelyföldi falvak helyi ünnepei alkalmával a hagyományos 30–40 centiméteres kalács helyett immár túlméretezett, 15–20 méteres, rekordhosszú kürtőskalácsot is sütöttek.
Napjainkban már nemcsak a magyar nyelvterületen sütik a kürtőskalácsot. Elsősorban a nemzetközi munkamigrációnak, másodsorban pedig a turizmusnak köszönhetően az egész világon készítik, és nemcsak székely vagy magyar, hanem európai süteményként, gasztronómiai jelképként is számon tartják. Egyszerű és gyors elkészíthetősége, könnyű fogyaszthatósága miatt a jövőben a székely-magyar kürtőskalács további elterjedésének leszünk tanúi.

## A kürtőskalács fajtái
A kürtőskalács három, hasonló eljárás szerint készített változatát különböztetjük meg.

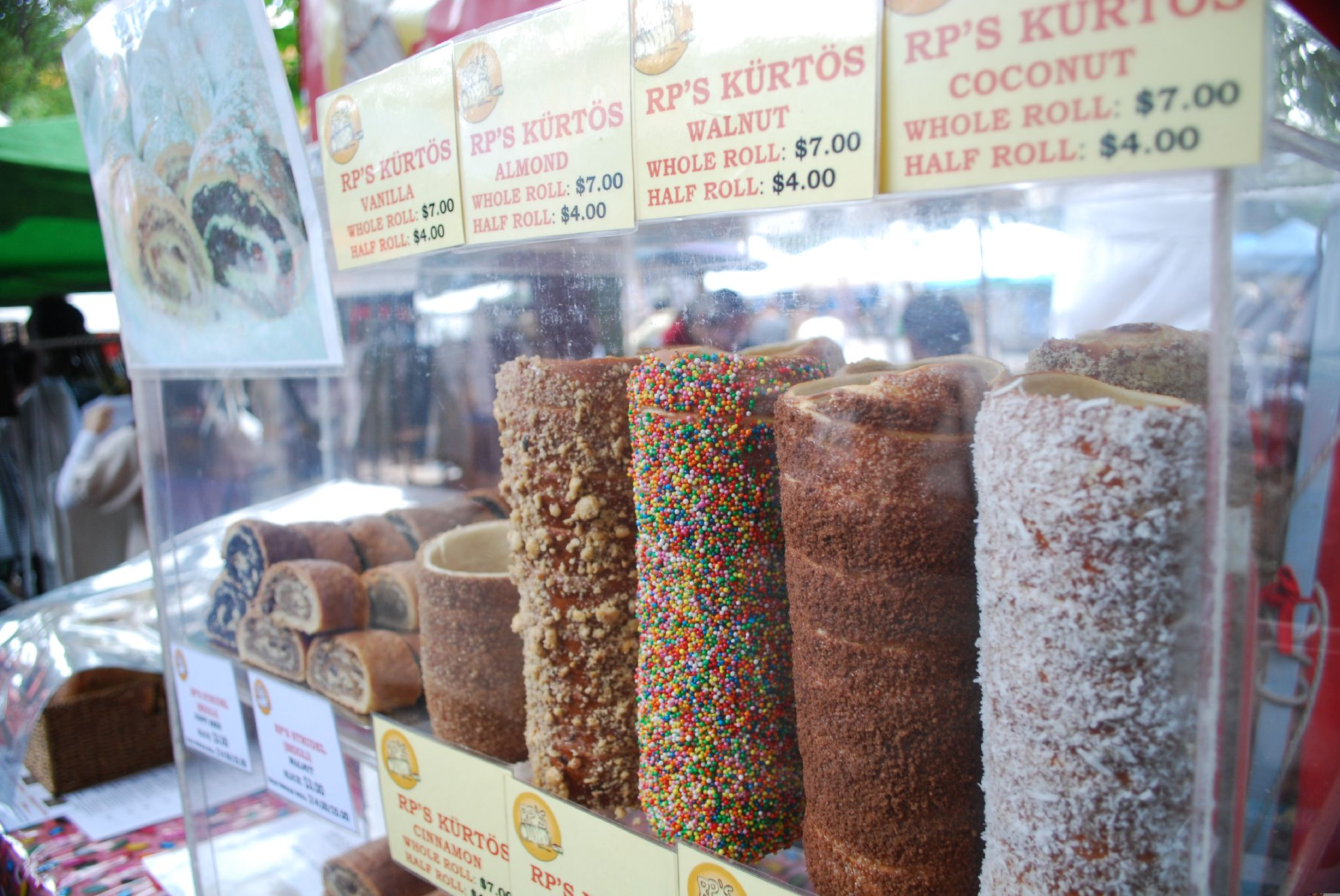
Különféle ízesítésű kürtőskalácsok

A házi (hagyományos) változat készítésének eljárása a 20. század elejére tisztult le. Ez csak szigorúan megszabott alapanyagokból, általában parázson sütve készülhet. Összetevői között csakis szacharóz, búzaliszt, tej, vaj, tojás, élesztő és só szerepelhet, és utóborítása sem lehet más, mint darált, aprított dió, mandula, fahéjpor, vagy természetes vaníliapor felhasználásával készült vaníliás cukor.
A vásári változat a 20. utolsó harmadában alakult ki. Megengedőbb recept szerint készül, ezáltal kisebb, mozgó műhelyekben is előállítható, és jóval olcsóbb is lehet. Készítése során a vajat olajjal és/vagy margarinnal, a tejet tejporral helyettesíthetjük. Tojás helyett tojáspor vagy dobozos tojás használható, de ez az összetevő akár el is hagyható. Tésztájához viszont reszelt citromhéj, természetes citruskivonat vagy citrusféléből készült lé, rum vagy vaníliás cukorpor is hozzákeverhető. Felületét bármely, a cukrászsütemények íz és illatvilágával bíró utóborítással elláthatjuk, de nem nevezhető kürtőskalácsnak a sót, húst vagy sajtot tartalmazó utóborítással rendelkező termék.
Az alternatív változat a 21. század elején jelent meg. Receptje még szabadabban változtatható, tésztájának készítése során például a búzaliszttől eltérő lisztfajtát is használhatunk, belső felületét utóborítással láthatjuk el, és nagyobb mennyiségben tartalmazhat egyéb, cukrásztermékek készítése során használható természetes összetevőket (például gyümölcsdarabkákat). Egy alternatív kürtőskalács akár gluténmentesen is előállítható. Az állati eredetű összetevőktől (tej, vaj, tojás) mentes alternatív sütemény a böjti (vagy vegán) jelzővel illethető.
A hasonló alakú, de olajban vagy zsírban sütött, és sütés után cukrozott, esetleg tejszínhabbal töltött süteményt kürtősfánknak nevezzük. A kürtősfánkot hivatalosan nem tekintik kürtőskalácsnak.

## Idegen nyelvű megnevezései

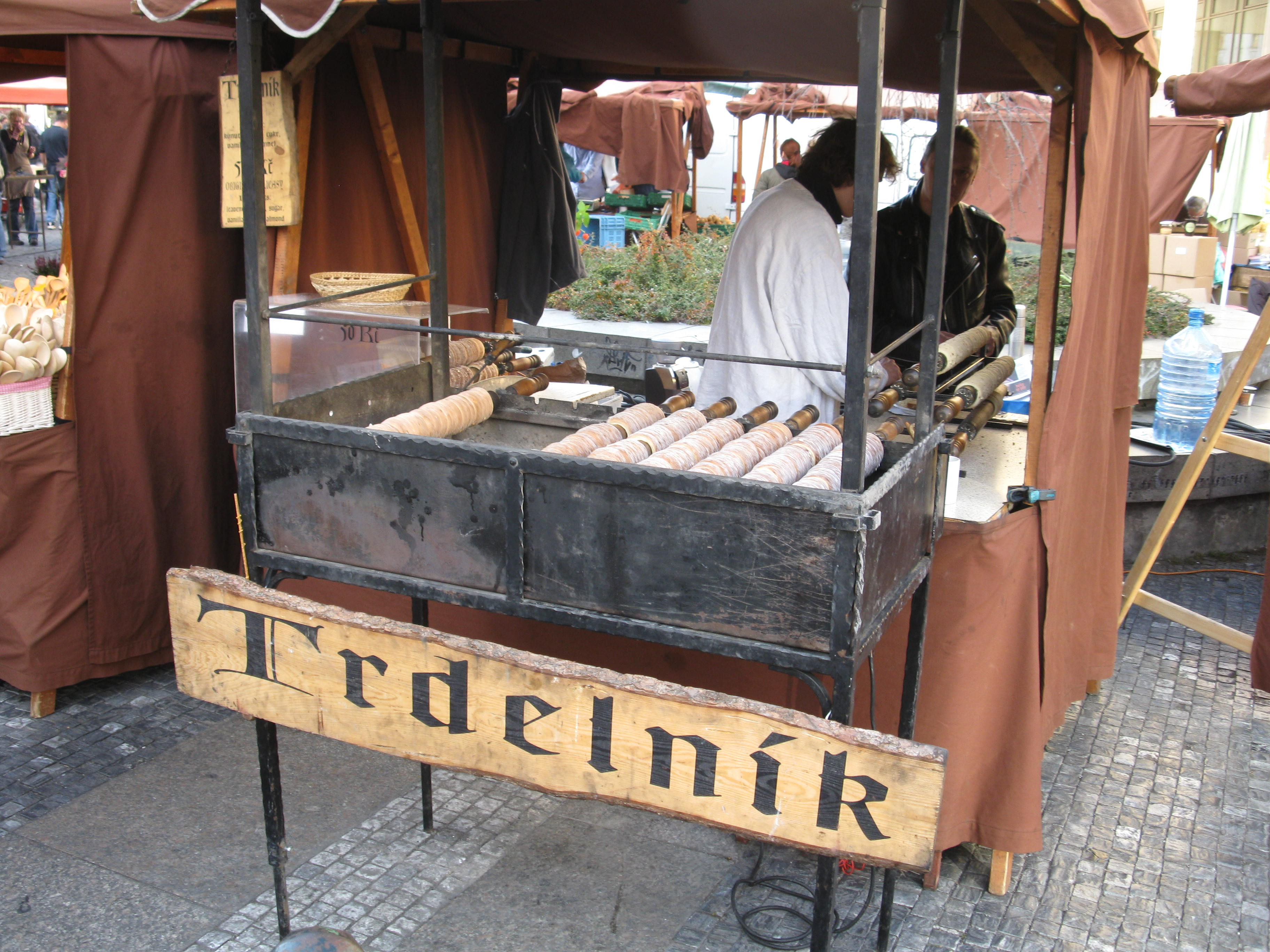
A dorongsütemények családjába tartozik a cseh Trdelník is

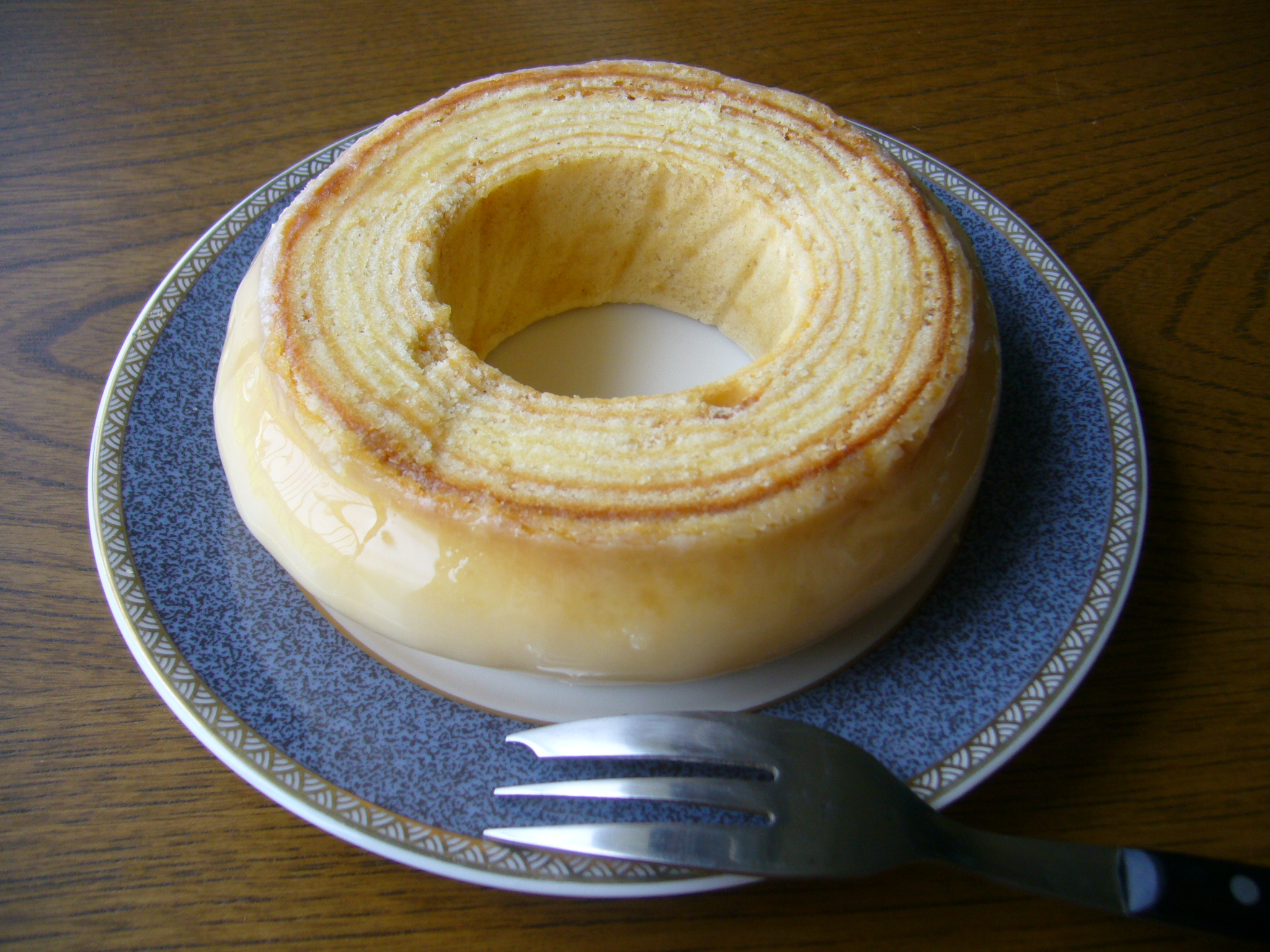
Dorongon sült német sütemény a Baumkuchen

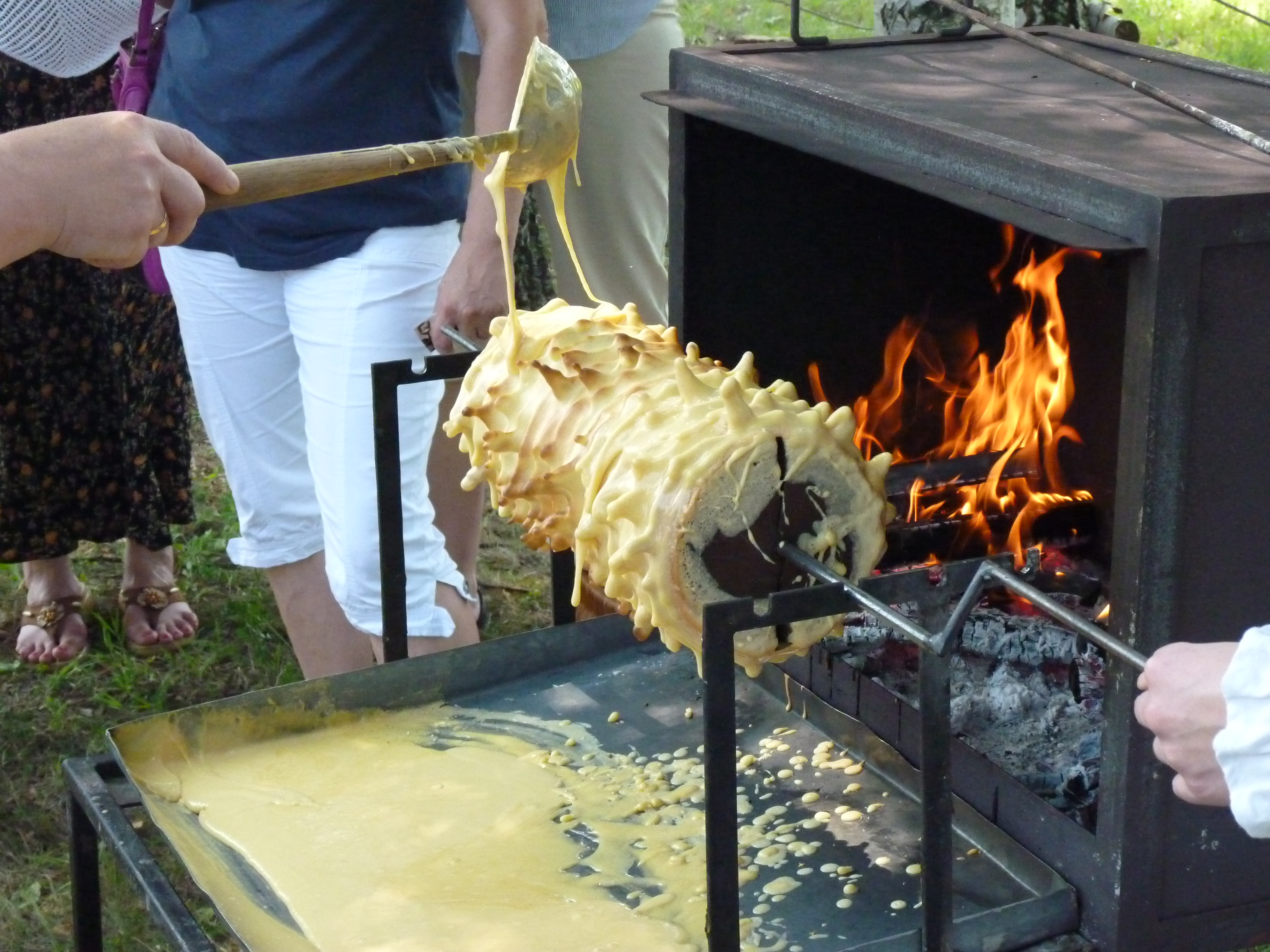
Különleges formájú a litván-lengyel dorongon sült kalács, a Šakotis

A szomszédos népek körében a sütemény sajátos megnevezései alakultak ki. Az egykoron Erdélyben élő szászok között a kürtőskalács szó tükörfordítása, a Schornsteinkuchen megnevezés terjedt el. A lengyelek és a románok, a kürtőskalács szó fonetikus átírása mellett a magyar kalács, illetve székely kalács jelzős szerkezet fordításait is használják (kurtoszkalacz vagy węgierski kołacz, illetve colac secuiesc, esetleg cozonac secuiesc). Más nyelveken a kürtőskalács szó fonetikus átírásával képzett, esetleg a kürtős szó fonetikus átírásának és a kalács szó fordításának az összekapcsolásával alkotott néven hivatkozhatunk a süteményre (pl. angolul Kurtosh Kalach).

## Receptváltozatai
A kürtőskalácsnak, akárcsak egy népdalnak, több változata van, és ezek receptjei is tág határok közt változhatnak.
A kürtőskalács receptje adott határok között változhat, ezért a felhasználandó anyagoknak is a lehetséges mennyiségeit adjuk meg. Az elkészítés módjában előfordulhatnak kisebb eltérések, ezért helyenként több, hasonló eljárást is leírunk. Az alábbiakban először a házi változat receptjét, majd az attól való eltéréseket adjuk meg.
Négy-öt darab, 35 cm hosszú; 8 cm nagyobb, illetve 7 cm kisebb belső átmérőjű hagyományos kürtőskalács elkészítéséhez a következő összetevők szükségesek:
- a házi és vásári változat esetén: 1 kg jó minőségű, fehér búzaliszt; az alternatív változat esetén ez minden olyan liszttel vagy lisztkeverékkel helyettesíthetjük, amelyből kelt tészta állítható elő;
- az összes változat esetén: 20–100 g porcukor;
- az összes változat esetén: 1–8 g konyhasó;
- az összes változat esetén: 10–40 g élesztő;
- a házi változat esetén: 2–4 darab (összesen 100–200 g-nyi) tojás, esetleg még néhány (legfeljebb négy) tojássárgája; a vásári és alternatív változat esetén ezt elhagyhatjuk, illetve szintetikus adalékanyagoktól mentes tojásporral, vagy dobozos, folyékony tojással helyettesíthetjük;
- a házi változat esetén: 200–500 ml tej (a szükséges mennyiségű tej a hozzáadott tojások számával fordítottan arányos); a vásári változat esetén ezt megfelelő mennyiségű (legalább 30 g) zsíros tejporral és vízzel, a vegan változat esetén pedig növényi tejpótlóval helyettesíthetjük;
- a házi változat esetén: 200–300 g, legalább 65% zsírtartalmú vaj – ezt a mennyiséget vagy teljes egészében a tésztába gyúrjuk, vagy a tésztába csak körülbelül 100 g vajat gyúrunk, és a többit sütés közben visszük rá ecsettel; a vásári és alternatív változatokban a tésztába gyúrt vajat növényi olajjal, zsírral, legalább 65% zsírtartalmú margarinnal, illetve ezek keverékével helyettesíthetjük, a sütés közbeni kenegetéstől pedig eltekinthetünk.

A vásári és az alternatív változat tésztájához hozzáadhatunk citrom, narancs vagy más citrusféle reszelt héjából legfeljebb 10 g-ot, vagy citrusfélék frissen facsart levéből legfeljebb 40 ml-nyit. Ezen felül belekeverhetünk legfeljebb 30 g vaníliás cukrot vagy vaníliaport, néhány milliliter természetes citrusesszenciát vagy vaníliaesszenciát, legfennebb 10 ml szintetikus összetevőktől mentes rumot, de ezen adalékok íze és illata nem válhat meghatározóvá.
Amennyiben az alternatív változatba sorolható süteményt sikérmentes lisztből, vagy sikérmentes lisztet is tartalmazó lisztkeverékből készítjük, a liszthez vagy lisztkeverékhez legfennebb 18 m/m % sikért (vitális glutént) adhatunk hozzá. Az alternatív kürtőskalácsokat gluténmentesen is elkészíthetjük. Ez esetben legfennebb 6 m/m % természetes alapú sikérpótlót (pl. guart, xantánt) adhatunk a gluténmentes liszthez. Megjegyezzük, hogy csak a szakhatósági előírásoknak megfelelő termékeket lehet gluténmentesnek nevezni, előállításukhoz különleges alapanyagok szükségesek, továbbá az elkészítés és csomagolás helyén is el kell kerülni a gluténnel való szennyeződést.
Az alternatív kürtőskalácsok 1 kg lisztből készült kelt tésztájába legfeljebb 150 g-nyi vagy 150 ml-nyi olyan, a fentebb felsoroltaktól eltérő, természetes alapú összetevőt keverhetünk vagy rétegezhetünk, amelyek íze és illata a cukrászsüteményekétől nem idegen. Ezek nem változtathatják meg lényegesen a sütemény mechanikai tulajdonságait, továbbá illatuk és ízük nem nyomhatja el a sült kelt tésztáét és a karamellizált cukormázét. Ilyen összetevő lehet például a mazsola vagy mazsola méretűre vágott szárított gyümölcs, dióbél, mandula, mogyoró, bor, lekvár vagy halva. A szilárd adalékok darabkáit célszerű a tésztacsík dorongra tekerése során a dorong és a tésztacsík közé helyezni.
Amennyiben egy kürtőskalács az alternatív termék bármely jellemzőjével rendelkezik, akkor azt az alternatív változathoz tartozónak kell tekinteni.

### A tészta anyagának elkészítése
A kürtőskalács kemény, viszkoelasztikus, édes kelt tésztából készül.
A házi kürtőskalács készítése során először egy kis pohár (kb. 1 dl, azaz 100 ml) langyos tejben szétmorzsoljuk, és felfuttatjuk az élesztőt. Körülbelül tíz perc múlva nagy méretű tálba tesszük a lisztet, beleöntjük az élesztős tejet, majd a maradék tej kivételével a többi összetevőt is hozzáadjuk (a vajat megolvaszthatjuk a művelet előtt). A tejet gyúrás közben adagoljunk a tésztához, figyelve arra, hogy az kemény maradjon. A tésztát legalább tíz percig gyúrnunk kell. A házitól eltérő változatok készítése során a vajat és/vagy a tejet a leírásnak megfelelően helyettesíthetjük, a tojást helyettesíthetjük vagy elhagyhatjuk, alternatív változat készítése során pedig több lisztfajtát is használhatunk.
Nagyon fontos, hogy ne adjunk a tésztához túl sok tejet, mert könnyen puhává, gyengévé válhat, ami megnehezíti a sütést (a tészta le fog szakadni, és beleesik a parázsba). Ugyancsak használhatatlan lesz a tészta, ha túl száraz és törékeny marad. Jól dolgozzuk össze a tésztát, mielőtt több tejet adnánk hozzá.
A meggyúrt tésztát takarjuk le, és hagyjuk kelni 20–40 °C közötti hőmérsékleten, amíg a térfogata körülbelül a kétszeresére nő. Ne hagyjuk a tésztát túlkelni, mivel ez rontja a kalács ízét és szilárdságát. Fontos, hogy az így elkészített tésztát hűvös helyen vagy hűtőszekrényben tároljuk, néha újragyúrjuk, és két órán belül fel is használjuk.

### A sütés előkészítése, a sütemény felszínének elsimítása és cukrozása
A sütést csonkakúp alakú, keményfából, kerámiából vagy vasból készült sütődorong segítségével végezzük. Legcélszerűbb a keményfa sütődorongok használata.

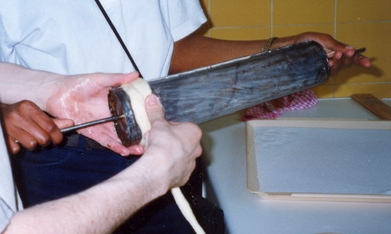
A tészta feltekerése a sütődorongra

Szakítsunk ki a tésztából egy darabot (a legelterjedtebb, 35 cm hosszú, 8 cm nagyobb, és 7 cm kisebb átmérőjű dorong esetén ennek tömege 385–425 g lehet). A tésztát kétféleképpen készíthetjük elő a sütődorongra való föltekerésre. Az első módszer szerint sodrófával körülbelül 1,5 cm vastagságú lappá nyújtjuk, és ezt a tésztalapot spirál alakban körbevágjuk úgy, hogy a tésztacsík szélessége 1,5–2 cm legyen. Azt is megtehetjük, hogy a tésztacsíkot mindezek után megsodorjuk. A második módszer szerint addig sodorjuk két kézzel a tésztát, amíg kb. 3 m hosszú és kb. 1,5 cm vastagságú, hengeres alakú tésztacsíkot kapunk.
A sütődorongot célszerű kb. 50 °C hőmérsékletűre előmelegíteni.
Kenjük be vajjal (a házitól eltérő változatok esetén akár más zsiradékkal) a sütődorongot, majd kezdjük rá föltekerni a tésztát. A rögzítés érdekében a tésztacsík elejét és végét dugjuk az első, illetve az utolsó menet alá. Amennyiben lapos tésztacsíkot tekerünk a dorongra, annak menetei össze kell érjenek. Abban az esetben viszont, amikor a dorongra sodort tésztacsíkot tekerünk, a menetek között rést kell hagynunk, amelynek szélessége legfeljebb a sodort tészta vastagságával egyező lehet.
A következő lépés a sütemény felszínének az elsimítása és cukrozása. Ehhez szükségünk lesz még 500–600 g kristálycukorra, amelyből 120–200 g-ot használunk majd fel. Házi kürtőskalács esetén a cukor csak szacharóz lehet. Vásári termékek esetén a szacharózba vaníliás cukrot is keverhetünk. Az alternatív változat esetén viszont bármilyen, kb. 165 °C és kb. 200 °C között olvadó és karamellizálódó cukorfajtát használhatunk, és bármely természetes alapú, porszerű vagy szemcsés összetevőt is hozzákeverhetünk, amelyek íze és illata a cukrászsüteményekétől nem lesz idegen a hevítés után sem.

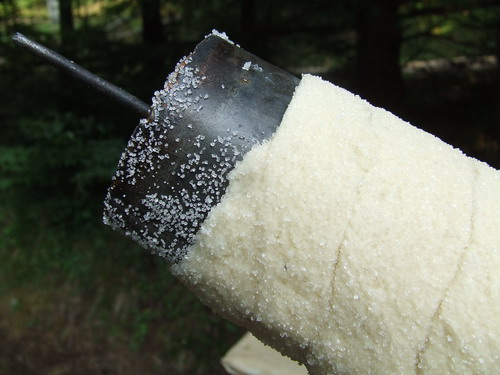
Cukrozás után

Az egyik, széles körben elterjedt módszer szerint kristálycukrot (a házitól eltérő változatok esetén a fentebb említett ízesítőkkel dúsított kristálycukrot is használhatunk) szórunk sima és száraz felületre, amely a sütődorongnál hosszabb, és legalább 30 cm széles kell legyen. Ezután a tésztával betekert sütődorongot finoman és egyenletesen nyomva a cukorba hengergetjük (forgatjuk), amíg a tészta egyenletes vastagságú és sima felszínű lesz. Ha sodort tésztát használtunk, a menetek széleinek össze kell érniük. Ezután a nyers kürtőskalács már egyből süthető is, de a sütés előtt legfeljebb 5 perc hosszúságú utókelesztést is beiktathatunk.
Egy másik módszer szerint picit meglisztezett deszkán hengergetve simítjuk el a dorongra tekert, nyers kalács felszínét. Ezt a lépést is legfeljebb 5 percnyi utókelesztés követheti. Ezután a házi kürtőskalács készítése esetén olvasztott vajjal (a többi változat esetében olvasztott zsírral, olajjal, tojásfehérjével, tojássárgájával vagy összekevert tojással) megkenjük a nyers kalács felszínét, a kristálycukrot pedig rászórjuk.
Egy 35 cm hosszú, 8 cm nagyobb, illetve 7 cm kisebb belső átmérőjű nyers kürtőskalács felszínére 20–25 g cukornak kell felkerülnie.
Megjegyezzük, hogy az utókelesztés nélkül készült sütemények tésztája tömöttebb, az utókelesztetteké pedig lazább szerkezetű lesz. Túlzásba vitt kelesztés vagy utókelesztés élvezhetetlen, szivacsos, hólyagos szerkezetű tésztát eredményez. Figyelembe kell venni, hogy a felhevülő kürtőskalács tésztájának térfogata a benne levő apró gázbuborékok hőkitágulása, valamint a gőzfejlődés következtében is megnövekszik.

### A sütés

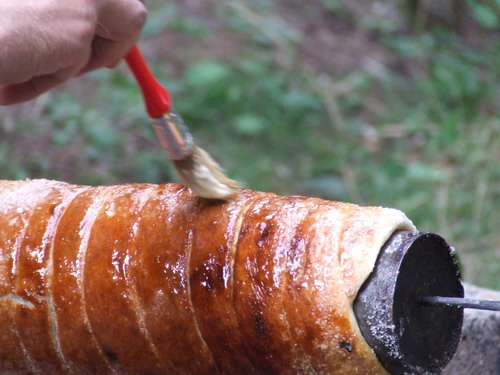
Cukros olvasztott vajjal való kenegetés sütés közben

Csakis olyan sütemény nevezhető kürtőskalácsnak, amelyet forró levegő és hősugárzás hevít föl. Sütés céljára például faszénparazsat, illetve elektromos vagy gázos sütőt használhatunk. A faszénparázson sült termékek egyedi zamattal rendelkeznek. Négy-öt kürtőskalács kisütéséhez kb. 2,5 kg faszén biztosítja a megfelelő mennyiségű parazsat.
A cukrozott felületű tésztacsíkkal betekert sütődorongot helyezzük az állványra úgy, hogy pár centiméternyivel a parázs fölé, vagy a forró felület fölé/mellé kerüljön, majd kezdjük el forgatni, kb. két-három másodpercenként téve egy teljes fordulatot. Különösen fontos a sülő kalács körüli forró levegő hőmérsékletének, illetve a süteményt érő hősugárzás mértékének beállítása. Parázson sütés esetén ezeket a (kb. 500 °C hőmérsékletű) parázstól való távolság határozza meg. Más forró felület melletti sütés esetén az attól mért távolságot, illetve a forró felület hőmérsékletét is szabályozni tudjuk.

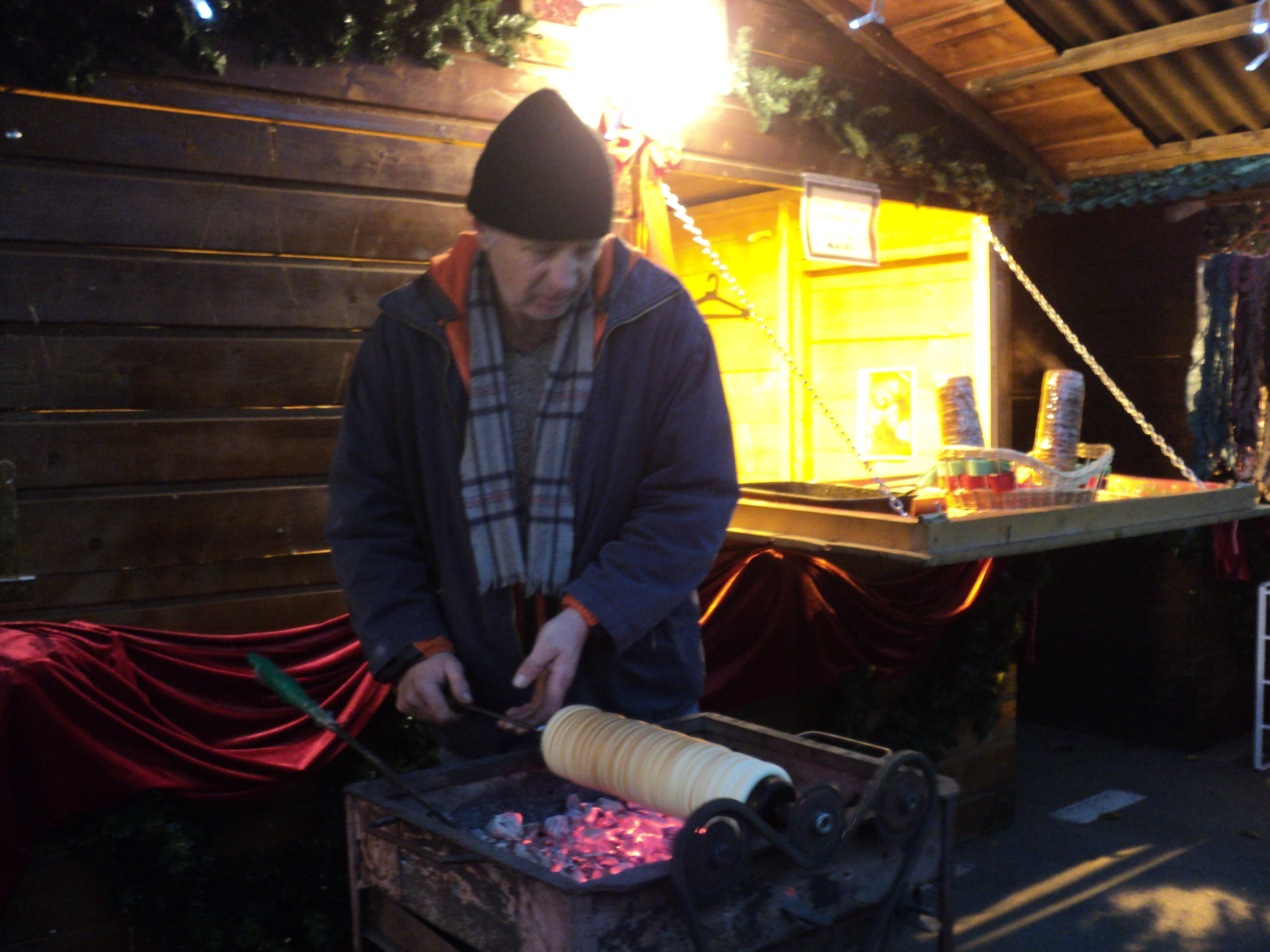
Kürtőskalács sütése a faszénparázs fölött

A leggazdagabb ízvilága a sütés közben vajjal kenegetett kürtőskalácsoknak van. Amennyiben ezt a módszert alkalmazzuk, kis fémcsészében olvasszunk meg 150–200 g vajat, várjuk meg amíg elpárolog belőle a víz túlnyomó része, esetleg adjunk hozzá kevés (legfennebb 5 m/m %) cukrot, majd helyezzünk bele egy 3–5 cm széles, puha ecsetet. Amikor a kalács felszínén levő cukor barnulni kezd, mártsuk az ecsetet az olvasztott vajba, és kenjük be vele a kalács felszínét. Az ecsetet nem szabad erősen a tésztához nyomni, mert ezzel megsérthetjük a tésztacsíkot, vagy lekaparhatjuk a cukrot a felszínéről. A sütés során be kell vajaznunk a kalács teljes felületét, de el kell kerülnünk, hogy az olvadt, cukros vaj a parázsba vagy a forró felületre csöpögjön, mert füstjétől rossz, kesernyés íze lesz a kalácsnak.
A kürtőskalács akkor kész, ha a felülete szép, fényes, egyenletesen aranybarna (pirosas-barnás) színűvé vált (szakszerűen készített termék esetén ekkor már a belseje is átsült). A sütési idő, a körülményektől függően, 6 és 15 perc között változhat.

### Utóborítások
A kész kürtőskalácsot további ízekkel és illatokkal gazdagíthatjuk, ha elkészülte után utóborítással látjuk el. Ekkor a jelzős szerkezetű megnevezést kell használnunk (pl. diós kürtőskalács). A külső utóborítást a sütőberendezésről frissen leszedett, még forró sütemény felszínére szórással, vagy hengergetéssel helyezhetjük rá. Ennek során az utóborítás szemcséi beleragadnak a még olvadt, karamellizált cukormázba. A belső utóborítást kenegetéssel vihetjük föl.
Házi kürtőskalács csak darált, aprított dióbélből, mandulamagból, továbbá fahéjból, természetes vaníliaporból, illetve ezek egyikének cukros keverékéből álló külső utóborítást kaphat. Más külső utóborítás használata esetén a házi jellegű tésztából készült terméket is a vásári változathoz tartozónak kell tekinteni.
A vásári és alternatív kürtőskalács változatok esetében minden olyan külső utóborítás használható amelyben nincs só, sajt, hús, cukrásztermékek íz és illatvilágától idegen összetevő, vagy mesterséges színezéket tartalmazó cukor. Az utóborítás csak természetes anyagokat tartalmazhat, amely alól kivételt a házitól eltérő kürtőskalács változatokban használatos vaníliás cukorpor jelenthet.
Alternatív kürtőskalácsnak tekintendők mindazok a termékek, amelyek belső felületét is utóborítással látjuk el.
Megjegyezzük, hogy bizonyos utóborítások fölvitele után a süteményt enyhe pörkölés céljából legfennebb 10–15 másodpercre (néhány fordulat erejéig) visszatehetjük a sütőbe.

### A kürtőskalács védőcsomagolása és tárolása

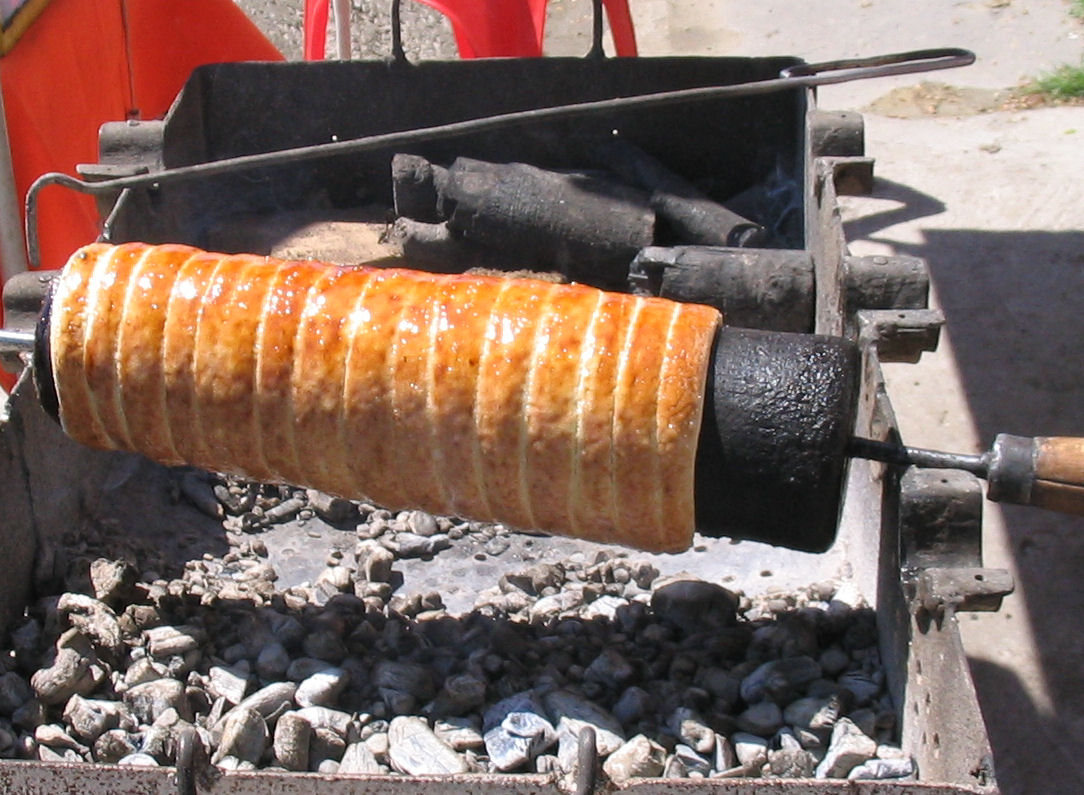
Faszénparázs fölött

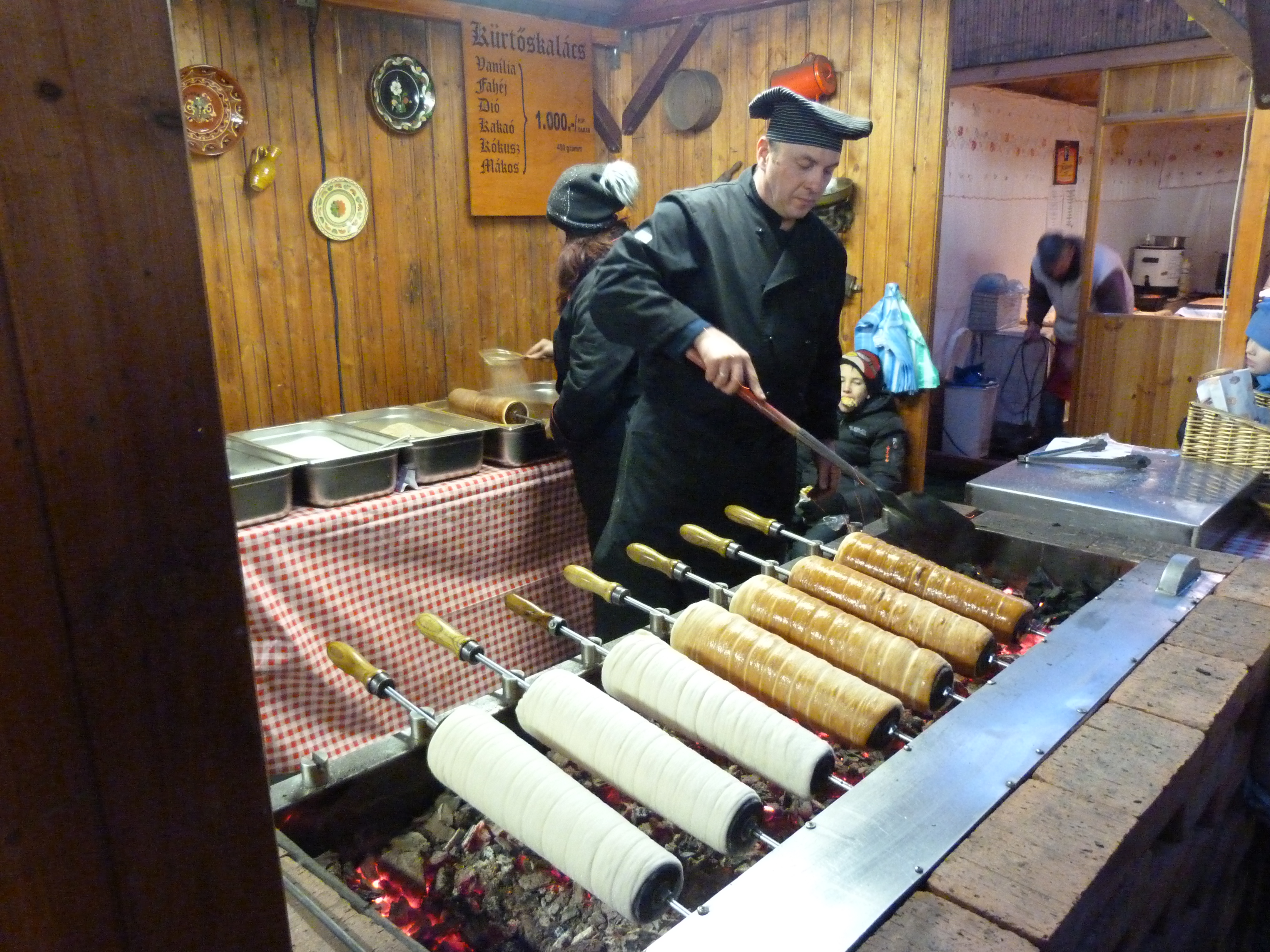
Kürtőskalács a Miskolci Kocsonyafesztiválon – 2015

Miután végeztünk a sütéssel és az esetleges utóborítás fölvitelével, tartsuk a sütődorongot függőlegesen erős falap vagy fémtányér fölé, a vékonyabbik végével lefelé. A kalácsot a sütődorong fém tengelyének a tányérhoz/laphoz ütögetésével választjuk le a dorongról.
Az elvitelre szánt termékeket védőcsomagolással kell ellátni. A kürtőskalács védőcsomagolásba helyezését a sütés után legalább egy perc elteltével kezdhetjük meg. A védőcsomagolás nyílásait leszűkíteni (összefogni vagy betűrni) csak kb. 5 perc elteltével lehet, amikor a gőz nagy része kiáramlott a kalács belsejéből. A védőcsomagolást lezárni csak a sütemény kihűlése (25–30 perc) után szabad. A kihűlt, kész süteményt nem szabad erős napsugárzásnak vagy hősugárzásnak kitenni. Védőcsomagolás céljára olyan hőálló anyag (pl. celofán) használható, amely a még meleg – vagy az eladás utáni esetleges szakszerűtlen tárolás (hőnek vagy nedvességnek való kitettség) miatt megolvadt – cukormázzal való érintkezés esetén is egy darabban eltávolítható a sütemény felszínéről. A kürtőskalács péksütemények esetében alkalmazott védőgázban is tárolható.
A házi változat esetében megköveteljük, a többi esetben pedig javasoljuk, hogy a védőcsomagolás felső részét (a kürtőskalács kihűlése után) piros, fehér és zöld, valamint világoskék és arany színű fonalakból álló zsinórral fogják össze, vagy zárják le.
A kürtőskalács árnyékos, száraz, hűvös helyen tárolható. Minőségmegőrzési ideje legfeljebb 3 óra lehet, és fogyaszthatósági ideje sem haladhatja meg a 24 órát.

## Nemzetközi Kürtőskalács Szaktestület
2013-ban Hantz Péter erdélyi biofizikus megalapította a Nemzetközi Kürtőskalács Szaktestületet. Az egyesület 19 nyelven tett közzé tájékoztató szórólapot a székely-magyar nemzeti süteményről (köztük angolul, magyarul és kínaiul), valamint elkészítette annakEurópai Hagyományos Különleges Termékként (HKT) történő bejegyzését. Az egyesület szakmai támogatást a kürtőskalács készítők számára, és fenntart egy honlapot, amely részletesen illusztrálja a sütemény elkészítését.